# Mathilde Florin
Pour les articles homonymes, voir Florin (homonymie).
Mathilde Florin, née le 17 octobre 1989, a été élue Miss France sous l’égide du Comité Miss France historique, fondé en 1954.
Elle est élue le 19 décembre 2010 lors d'une soirée de gala au César Palace, à Paris.

## Biographie
Diplômée d'État en esthétique et en management, elle poursuit actuellement une licence d'Anglais et pratique l'équitation.
En 2008, elle est élue Miss Canton de Wormhout; puis Miss Saint-Omer en 2009.
En 2010, elle représente la France lors de la 23° édition de l'élection World Miss University. Mathilde représenta la France à l'élection de Miss Terre 2011 à Manille aux Philippines.
Le 7 mai 2011, elle participe à l'émission Pouch' le bouton sur TF1.
En 2012, elle participe également à une émission de télé réalité Les Sosies à Hollywood où elle était le sosie de Paris Hilton. Elle avait également tenté le casting de Génération mannequin mais n'avait pas été retenue.
En 2014, elle partira en voyage de préparation à l'élection de Miss Nationale 2015 (comité historique qui a vu sacrer entre autres Sandra Lou) à Marrakech, en tant que Miss France 2010 de ce comité et participera donc à l'émission : Les miss à Marrakech.

## Miss France

### Parcours
- 2008, Miss Canton de Wormhout
- 2008 1re dauphine de Miss Roubaix Métropole[4]
- 2009, Miss Saint-Omer
- 2009, 2e dauphine de Miss Flandre 2009[5]
- 2010, World Miss University France 2010
- 12 décembre 2010, Miss Chosun Biz[6] (23e édition de World Miss University[7] : concours international, Corée du Sud)
- 19 décembre 2010 élue Miss France 2011 à Paris.